# Eburia consobrinoides
Eburia consobrinoides är en skalbaggsart som beskrevs av Francesco Vitali 2007. Eburia consobrinoides ingår i släktet Eburia och familjen långhorningar. Inga underarter finns listade i Catalogue of Life.